# Full Metal Panic!
Pour les articles homonymes, voir Full metal et FMP.
Autre
Full Metal Panic! ou FMP (フルメタル・パニック!, Furumetaru panikku !) est une série de light novels écrite par Shōji Gatō et illustrée par Shiki Doji publié chez Fujimi Shobō. Les chapitres sont d'abord publié dans le magazine Dragon Magazine.
La série a connu plusieurs adaptations en mangas puis en séries télévisées, réalisées par les studios Gonzo, Kyoto Animation et Xebec. En France, le manga est publié par Panini Comics.

## Synopsis
L’histoire débute sur Terre en 2001. Ce n'est pas le monde moderne tel qu'on le connaît. Mais plutôt un monde parallèle dans lequel l'humanité a découvert ce que l'on appelle la « Black Technology ». L'analogie qui existe entre ce terme et celui de magie noire n'est pas fortuite. La population ne s'en rend pas bien compte mais l'armement a atteint un niveau technologique tout à fait inimaginable. Seules les personnes de la génération précédente sont conscientes du fossé qui a été franchi : les mechas ont fait leur apparition, les engins militaires disposent maintenant d'un camouflage les rendant totalement invisibles, l'énergie nucléaire est dépassée...
De ce fait, l'équilibre des grandes puissances est devenu très instable, les guerres civiles se propagent dans la violence, le terrorisme se développe à grande vitesse, les trafics de drogues se multiplient… La population n'en est pas consciente mais le chaos s'installe progressivement. Pour rétablir l'équilibre, une organisation para-militaire a été fondée, son nom est Mithril. Bénéficiant des dernières découvertes en matière de Black Technology et totalement indépendante elle cherche à être le champion de la justice.
L’histoire raconte une rencontre entre deux personnages sur fond de science-fiction. Chidori Kaname est lycéenne. Intelligente, belle, responsable, elle pourrait être Miss Japon si elle avait meilleur caractère. Elle ne le sait pas encore, mais elle est la cible de terroristes intéressés par son « potentiel ». Intervient alors Sagara Sôsuke, chargé avec deux de ses collègues du Mithril d'assurer la protection de Kaname. À lui de se faire passer pour un lycéen, lui qui n'a jamais vécu autrement que comme mercenaire depuis sa plus tendre enfance…

## Univers de Full Metal Panic

### Différences géopolitiques
- En 1991, une arme nucléaire a été utilisée pendant la guerre du Golfe déclenchant un nouveau conflit ;
- L'Union soviétique existe toujours et a profité de cette guerre pour réenvahir avec succès l'Afghanistan
- La Chine est divisée entre le Nord communiste et le Sud capitaliste à la suite d'une guerre civile. Hong Kong est coupé en deux comme l'était Berlin-Ouest et Berlin-Est durant la guerre froide.

### Mithril
Mithril est une organisation secrète non gouvernementale veillant au maintien de la paix et à la lutte anti-terroriste. Elle n'intervient pas dans un conflit dans le but de favoriser l'une des deux parties. Étendue à l'échelle mondiale, elle est constituée d'un corps militaire recruté dans tous les pays, comprenant autant d'unités combattantes air/mer/terre que d'unités de renseignement, de génie et d'administration. La majorité des renseignements sur Mithril sont fournis dans Full Metal Panic! The Second Raid.

### Black technology
Le monde FMP a vu l'arrivée récente de technologies très avancées, qui semblent déplacées dans le monde. Ainsi, les chars ont été remplacés (partiellement, car ils restent moins coûteux) en quelques années par des mechas. Des technologies d'invisibilité sont apparues, tout comme des armes fonctionnant sur un principe similaire à un champ de force et faisant appel à la volonté du manipulateur.
Ces technologies, surnommées Black Technology, sont apparues par l'intermédiaire de Whisper, des personnes qui se retrouvent en possession d'un savoir dont elles ignorent l'origine et dont elles ne maîtrisent pas la prise de conscience de cette possession. En effet, la plupart du temps, elles murmurent ce qu'elles savent dans un état second. Elles sont toutefois capables de reconnaître le dit savoir en le voyant décrit et, sous certaines conditions de stress, peuvent s'en rappeler des bribes. Kaname, ainsi que Tessa et son frère Leonard sont tous trois des Whispers.

## Light novel
La série originale a été publiée entre septembre 1998 et août 2011 et comporte 23 volumes.
Une série dérivée nommée Full Metal Panic! Another se déroulant 10 ans après l'histoire originale est publiée entre août 2011 et février 2016 et comporte 12 volumes.

## Anime

### Full Metal Panic!
Première adaptation des romans en 2002. Première série de 24 épisodes de 20 minutes.
1. Le garçon qui m'intrigue est sergent
2. Je veux te protéger
3. Lingerie Panique
4. Kidnapping
5. Whispered
6. Toujours en vie
7. La rencontre d'un garçon et d'une fille
8. Assurer un mi-temps
9. Le rock'n'roll d'un chat et d'un chaton
10. Maison sécurisée dangereuse
11. Cours, cours, cours!
12. La nuit la plus longue
13. Le rock du chaton et de la tigresse
14. Nayashiro brûle-t-il ?
15. Le vent des terres d'enfance [1ère partie]
16. Le vent des terres d'enfance [2ème partie]
17. Le vent des terres d'enfance [3ème partie]
18. Sortie en mer
19. Deux nouvelles recrues
20. Venom's Fire
21. Un piège sournois
22. Le diable dans la boîte
23. Une arène géante
24. Dans le bleu

### Full Metal Panic? Fumoffu
Deuxième adaptation des romans en 2003. Première série réalisée par les studios Kyoto Animation.
1. L'homme du sud
2. Illusion d'un été de plomb
3. Hamburger Hill artistique
4. Un fétiche imposé
5. Combattants purs et impurs
6. Cri de guerre trop puissant
7. La déesse visite le Japon [chapitre des supplices]
8. La déesse visite le Japon [chapitre des sources chaudes]
9. Fantaisie sans code moral
10. Oiseau bleu incontrôlable
11. Le point critique de la cinquième heure

Deux épisodes spéciaux ont aussi été diffusés :
1. L'otage d'un conflit sans raison d'être
2. Une hostilité passagère

### Full Metal Panic! The Second Raid
Troisième adaptation des romans toujours réalisée par les studios Kyoto Animation en 2005. Nous retrouvons toujours nos héros menacés par une organisation terroriste.
1. La fin des jours
2. Ce qui se cache sous la surface de l'eau
3. Le labyrinthe et le dragon
4. La lumière du jour
5. Magnifique Sicile
6. Aux portes du paradis
7. Abandonnée
8. Le rythme de la jungle
9. Son problème à elle
10. Deux à Hong Kong
11. Son problème à lui
12. Hong Kong en flammes
13. Les jours reprennent

### Full Metal Panic! Invisible Victory
Quatrième adaptation des romans réalisée par le studio Xebec. Il adapte la partie Sigma. La série est diffusée à partir du 13 avril 2018 pour 12 épisodes. Il y a en outre deux épisodes récapitulatifs 4.5 et 8.5 respectivement sur les épisodes 1 à 4 et 5 à 8.
1. Heure H (Zero Hour)
2. Limiter les dégâts (Damage Control)
3. Grand Un pour cent (Big One Precent)
4. Tout seul (On My Own)
5. Bienvenue dans la jungle (Welcome To The Jungle)
6. Repos pourri (Rotten Repose)
7. Mise à mort du Géant (Giant Killing)
8. La force d'un seul homme (One-Man Force)
9. La Sorcière Déchue (The Fallen Witch)
10. En avant, en avant (Onward, Onward)
11. Nuit orageuse (Stormy Night)
12. Rend ma journée heureuse (Make My Day)

### OAV
- Full Metal Panic! TSR Zenyasai ~ Light novel no yoake ~. Vidéo montrant la fabrication de la série Full Metal Panic! The Second Raid.
- Full Metal Panic! TSR - wari to himana santaishou no ichinichi (une journée calme dans la vie du capitaine).

## Produits dérivés

### Art book
- Full Metal Panic! The Anime Mission
- Full Metal Panic ? Fumoffu - Artbook : Mission Complete